# Sierra Ministra
Sierra Ministra är en bergskedja i Spanien. Den ligger i den centrala delen av landet, 130 km nordost om huvudstaden Madrid.